# Walter Villadei
Walter Villadei (Roma, 29 aprile 1974) è un aviatore e astronauta italiano.

Si è diplomato all'Accademia dell'Aeronautica Militare di Pozzuoli e ha conseguito un master in ingegneria aerospaziale presso l'Università di Napoli Federico II e una specializzazione in ingegneria astronautica presso l'Università di Roma "La Sapienza". Il suo addestramento come cosmonauta è avvenuto in Russia.
Nel giugno 2023 ha partecipato al volo suborbitale Galactic 01 di Virgin Galactic e nel gennaio 2024 ha raggiunto lo spazio e la Stazione spaziale internazionale come ingegnere della Axiom Mission 3.
Ha trascorso 21 giorni nello spazio, rientrando il 9 febbraio 2024 quando la Crew Dragon Freedom è ammarata nell'Oceano Atlantico.

## Carriera
Arruolato in Aeronautica Militare nel 1993, con l’ingresso presso l’Accademia Aeronautica di Pozzuoli, con il Corso Regolare Pegaso IV. Svolge gli studi in Ingegneria Aeronautica con specializzazione nell’indirizzo spaziale. Nel febbraio 1999 assume il suo primo incarico presso la 46ª Brigata Aerea "Silvio Angelucci" a Pisa, dove si è occupato della manutenzione dei velivoli e di diversi impieghi operativi all'estero fino al 2003. È stato poi assegnato allo Stato maggiore dell'Aeronautica Militare a Roma, all'interno dell'Ufficio tecnologia e programmi mezzi non pilotati. Nel 2005 ha conseguito un master in satelliti e piattaforme orbitanti e ha rappresentato lo Stato maggiore dell'aeronautica nel Comitato per la difesa dei programmi spaziali (a livello tecnico). Nel 2011 è stato assegnato all'interno del 3º Reparto pianificazione dello strumento aerospaziale. Nel 2014 è stato nominato dalla Presidenza del consiglio come delegato nazionale presso la Commissione europea per il supporto e il monitoraggio dello spazio.
Nel 2008, Villadei ha iniziato il suo addestramento al volo spaziale presso il Centro di addestramento cosmonauti Jurij Gagarin nella Città delle Stelle, a Mosca. Nel 2012 ha ricevuto le ali da cosmonauta e nel 2015 ha completato l'addestramento avanzato pre-assegnazione, ottenendo le qualifiche di ingegnere di volo per la Sojuz, come utente del segmento russo della Stazione spaziale internazionale e operatore di attività extraveicolari.
Villadei è anche docente regolare presso l'Università "La Sapienza" e "Tor Vergata" di Roma su "Sperimentazione nello spazio" e "Sistemi spaziali". Si è inoltre anche diplomato ai corsi senior presso la NATO Defense College nel 2017.
Da settembre 2017, Villadei è a capo dell'ufficio "Politica e operazioni spaziali" della Direzione generale dello spazio dello Stato Maggiore dell'Aeronautica. È anche membro del comitato scientifico dell'Agenzia Spaziale Italiana.
Nel 2021 è stato selezionato per volare nello spazio con il volo Virgin Galactic Unity 23 su una SpaceShipTwo. La missione è stata in seguito ribattezzata Galactic 01.
Nel 2022 è stato selezionato per un addestramento a Houston per prepararsi a un futuro volo spaziale con Axiom Space.
Nello stesso anno, nell'ambito di un accordo tra Axiom Space e il Ministero italiano per l'Innovazione tecnologica e la transizione digitale, Walter Villadei è stato selezionato come membro dell'equipaggio di riserva per la Axiom Mission 2 ed è stato assegnato con il ruolo di pilota alla Axiom Mission 3, lanciata il 18 gennaio 2024.
Nel 2024 ha ricevuto alla Camera dei deputati il Premio America della Fondazione Italia USA.